# Cephalophus callipygus
El duiker de Peters (Cephalophus callipygus) es un pequeño antílope encontrado en el Gabón, República del Congo, Camerún, Río Muni y República Centroafricana.